# 大叶山柰
大叶山柰（学名：Kaempferia galanga var. latifolia）为姜科山柰属下的一个变种。